# Tour de l’Avenir
Tour de l’Avenir (dosł. Wyścig przyszłości) to kolarski wyścig etapowy przeprowadzany we Francji.
Po raz pierwszy przeprowadzono ten wyścig w roku 1961 jako Tour de France dla amatorów. Od roku 1968 stał się niezależną imprezą, a od roku 1981 mogą w niej startować również zawodowcy. W roku 1992 organizatorem wyścigu zostało Société du Tour de France i udział w imprezie został ograniczony dla kolarzy poniżej 25 roku życia (amatorów i zawodowców). Obecnie startują w nim zawodnicy poniżej 23 lat reprezentujący drużyny narodowe.
Wyścig ten jest traktowany jako dobry sprawdzian dla młodych kolarzy wchodzących na ścieżkę zawodowej kariery w peletonie.

## Lista zwycięzców
Opracowano na podstawie:
| Rok  | Pierwsze                   | Drugie                  | Trzecie                 |          |
| ---- | -------------------------- | ----------------------- | ----------------------- | -------- |
| 1961 | Guido De Rosso             | Francisco Gabica        | Albert van D'Huynslager |          |
| 1962 | Antonio Gómez del Moral    | Mario Maino             | Jan Janssen             |          |
| 1963 | André Zimmermann           | Rolf Maurer             | Raymond Delisle         |          |
| 1964 | Felice Gimondi             | Lucien Aimar            | Ginés García            |          |
| 1965 | Mariano Díaz               | José Manuel López       | Paul Zollinger          |          |
| 1966 | Mino Denti                 | Harry Steevens          | José Gómez Lucas        |          |
| 1967 | Christian Robini           | Tino Conti              | José Gómez Lucas        |          |
| 1968 | Jean-Pierre Boulard        | Robert Bouloux          | Jean-Pierre Paranteau   |          |
| 1969 | Joop Zoetemelk             | Luis Zubero             | Gösta Pettersson        |          |
| 1970 | Marcel Duchemin            | Christian Palka         | Franco Balduzzi         |          |
| 1971 | Régis Ovion                | Fedor den Hertog        | Jiří Háva               |          |
| 1972 | Fedor den Hertog           | Iwan Schmid             | Bernard Bourreau        |          |
| 1973 | Gianbattista Baronchelli   | Wolfgang Steinmayr      | Bernard Bourreau        |          |
| 1974 | Enrique Martínez Heredia   | Wolfgang Steinmayr      | Gabriele Mirri          |          |
| 1976 | Sven-Åke Nilsson           | Miloš Hrazdíra          | Henk Lubberding         |          |
| 1977 | Eddy Schepers              | Johan van der Velde     | Roberto Visentini       |          |
| 1978 | Siergiej Suchoruczenkow    | Ramazan Galaletdinow    | Sergei Morosow          |          |
| 1979 | Siergiej Suchoruczenkow    | Saïd Gusseïnov          | Jostein Wilmann         |          |
| 1980 | Alfonso Flórez             | Siergiej Suchoruczenkow | Juri Kaschirin          |          |
| 1981 | Pascal Simon               | Siergiej Suchoruczenkow | José Patrocinio Jiménez |          |
| 1982 | Greg LeMond                | Robert Millar           | Cristóbal Pérez         |          |
| 1983 | Olaf Ludwig                | Jean-François Chaurin   | Maarten Ducrot          |          |
| 1984 | Charly Mottet              | Jiří Škoda              | Philippe Bouvatier      |          |
| 1985 | Martín Ramírez             | Éric Salomon            | Samuel Cabrera          |          |
| 1986 | Miguel Indurain            | Patrice Esnault         | Alexi Grewal            |          |
| 1987 | Marc Madiot                | Laurent Bezault         | Pēteris Ugrjumovs       |          |
| 1988 | Laurent Fignon             | Gérard Rué              | Olaf Lurvik             |          |
| 1989 | Pascal Lino                | Laurent Bezault         | Denis Roux              |          |
| 1990 | Johan Bruyneel             | Martial Gayant          | Laurent Jalabert        |          |
| 1992 | Hervé Garel                | Jean-Philippe Dojwa     | Bart Voskamp            |          |
| 1993 | Thomas Davy                | François Simon          | Bo Hamburger            |          |
| 1994 | Ángel Casero               | Maarten den Bakker      | Franck Bouyer           |          |
| 1995 | Emmanuel Magnien           | Christophe Moreau       | Laurent Roux            |          |
| 1996 | David Etxebarria           | Siergiej Iwanow         | Glenn D'Hollander       |          |
| 1997 | Laurent Roux               | Kevin Livingston        | Lylian Lebreton         |          |
| 1998 | Christophe Rinero          | Txema del Olmo          | Thierry Loder           |          |
| 1999 | Unai Osa                   | David Latasa            | Floyd Landis            |          |
| 2000 | Iker Flores                | David Moncoutié         | Sven Montgomery         |          |
| 2001 | Dienis Mieńszow            | Florent Brard           | Sylvain Chavanel        |          |
| 2002 | Jewgienij Pietrow          | Pierrick Fédrigo        | David Muñoz             |          |
| 2003 | Egoi Martínez              | Radoslav Rogina         | Samuel Dumoulin         |          |
| 2004 | Sylvain Calzati            | Thomas Lövkvist         | Christophe Le Mével     |          |
| 2005 | Lars Bak                   | Christophe Riblon       | Asan Bazajew            |          |
| 2006 | Moisés Dueñas              | Robert Gesink           | Tom Stubbe              |          |
| 2007 | Bauke Mollema              | Tony Martin             | André Steensen          |          |
| 2008 | Jan Bakelants              | Rui Costa               | Arnold Jeannesson       |          |
| 2009 | Romain Sicard              | Tejay van Garderen      | Sergej Fuchs            |          |
| 2010 | Nairo Quintana             | Andrew Talansky         | Jarlinson Pantano       |          |
| 2011 | Esteban Chaves             | David Boily             | Mattia Cattaneo         |          |
| 2012 | Warren Barguil             | Juan Ernesto Chamorro   | Mattia Cattaneo         |          |
| 2013 | Rubén Fernández            | Adam Yates              | Patrick Konrad          |          |
| 2014 | Miguel Ángel López         | Robert Power            | Aleksiej Rybałkin       |          |
| 2015 | Marc Soler                 | Jack Haig               | Matwiej Mamykin         |          |
| 2016 | David Gaudu                | Edward Ravasi           | Adrien Costa            |          |
| 2017 | Egan Bernal                | Bjorg Lambrecht         | Niklas Eg               |          |
| 2018 | Tadej Pogačar              | Thymen Arensman         | Gino Mäder              |          |
| 2019 | Tobias Foss                | Giovanni Aleotti        | Ilan Van Wilder         |          |
| 2020 | odwołany                   | odwołany                | odwołany                | odwołany |
| 2021 | Tobias Halland Johannessen | Carlos Rodríguez        | Filippo Zana            |          |
| 2022 | Cian Uijtdebroeks          | Johannes Staune-Mittet  | Michel Heßmann          |          |
| 2023 | Isaac Del Toro             | Giulio Pellizzari       | Davide Piganzoli        |          |
| 2024 | Joseph Blackmore           | Pablo Torres            | Tijmen Graat            |          |

### Zmiany nazwy wyścigu na przestrzeni lat
Tabela ukazuje różne nazwy wyścigu w różnych latach.
| Lata      | Nazwa                                             |
| --------- | ------------------------------------------------- |
| 1961–1969 | Tour de l’Avenir                                  |
| 1970      | Grand Prix de l’Avenir (Paris – Vierzon – Thiers) |
| 1971      | Tour de l’Avenir                                  |
| 1972–1974 | Trophée Peugeot de l’Avenir                       |
| 1976–1978 | Trophée Peugeot de l’Avenir                       |
| 1979–1985 | Tour de l’Avenir                                  |
| 1986–1990 | Tour de la Communauté Européenne                  |
| 1992–dziś | Tour de l’Avenir                                  |